# Oh Laura
Oh Laura är en svensk grupp från Stockholm, inom genrerna country och pop.

## Genombrott
Oh Laura bildades 2004 men fick sitt genombrott våren 2007 med låten "Release Me" som medverkade i en TV-reklam för Saab. Låten tog den 13 maj 2007 över förstaplatsen på Trackslistan efter The Arks "The Worrying Kind". Vecka 36 2007 hade man med "Release Me" legat näst längst på digilistan 2007 efter Sahara Hotnights "Cheek to Cheek". 23 maj 2007 släpptes gruppens första album A Song Inside My Head, a Demon in My Bed. 

## Gruppmedlemmar
- Frida Öhrn – sång, munspel
- Joakim Olovsson – elgitarr
- Jörgen Kjellgren – gitarr
- Rikard Lidhamn – basgitarr
- Magnus Olsson – trummor

## Diskografi

### Studioalbum
- 2007 – A Song Inside My Head, a Demon in My Bed
- 2012 – The Mess We Left Behind

### Singlar
- 2007 – "Release Me"
- 2007 – "It Ain't Enough"
- 2008 – "The Mess You Left Behind"

## Utmärkelser
- 2008: P3 Guld för Årets låt, Release Me.
- 2008: Förstapris "Bursztynowy Słowik" i Sopot Festival Polen